# Egmont Richter

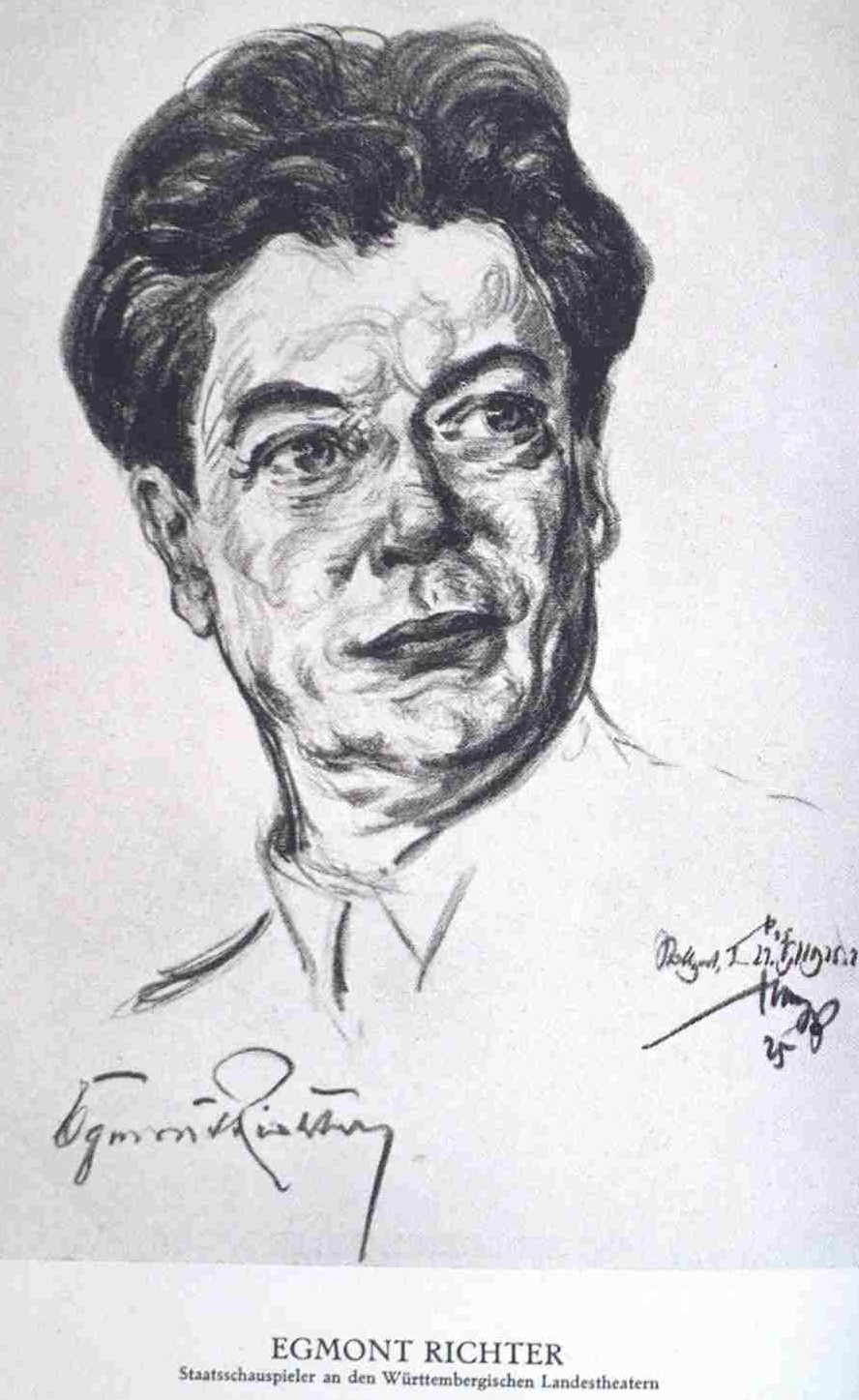
Emil Stumpp Egmont Richter (1926)

Egmont Richter (geboren 3. Januar 1868 in Braunschweig; gestorben 25. Februar 1931 in Stuttgart) war ein deutscher Schauspieler.

## Leben
Egmont Richter war Sohn eines Geheimen Registrators. Er besuchte das Gymnasium in Braunschweig und spielte dank der Förderung durch die Schauspielerin Karoline Otto-Thate (1822–1897) bereits in Kinderrollen am Braunschweiger Hoftheater. Seine berufliche Karriere begann er in Rollen des jugendlichen Helden und Liebhabers und kam über Rostock (1887) und Mainz (1888) für drei Jahre nach Gera und bis 1895 für vier Jahre nach Oldenburg. Richter erhielt 1896 ein Engagement an den Württembergischen Landestheatern Stuttgart und blieb dort 35 Jahre lang. Er erhielt den Titel eines Staatsschauspielers und führte dort auch Regie, so 1921 beim Kaufmann von Venedig. Im Stummfilm Friedrich Schiller von Kurt Goetz hatte er 1923 die Rolle des Christian Friedrich Daniel Schubart.

## Schriften
- Egmont Richter / Hans Joachim Flechtner: Probleme der Bühnenregie, in: Die Bühne. Nummer 8, März 1931. 7. Jahrgang. Monatsblätter der Stuttgarter Volksbühne e. V.